# De dialectica
De dialectica (titolo completo Disputatio de dialectica et de virtutibus eius sapientissimi regis Karoli et Albini magistri) è un'opera composta da Alcuino intorno al 795-797, impostata sotto forma di dialogo tra egli stesso e Carlo Magno, come avviene anche per il De rethorica. Nei diversi manoscritti spesso tali composizioni sono trasmesse insieme, a volte separate da Schermata (diagrammi anonimi sulla classificazione delle scienze e delle arti liberali, ritenute interpolazioni), e accompagnate anche dal carmen O vos, est aetas (il cui legame con i due trattati resta discusso).
In generale si trovano numerosi estratti dell’opera in compilazioni scolastiche, essendo molto utilizzata dalle scuole per l’insegnamento del trivium, insieme anche al De rethorica e all’Ars grammatica.
Come fonte Alcuino si serve principalmente di Boezio, Cassiodoro, Isidoro di Siviglia, Beda e l’anonimo Categoriae decem ex Aristotele decerptae (nome con cui l’opera di Alcuino appare in alcuni manoscritti e anche nell’edizione princeps).

## Contenuti
Il trattato è diviso in 16 capitoli, preceduto da un prologo in versi in cui precisa di aver portato le sue fonti dall’Inghilterra.
Alcuino prima di tutto presenta la filosofia secondo la suddivisione platonica:
- Fisica (naturalis): a sua volta suddivisa nelle quattro discipline del quadrivium (aritmetica, geometria, fisica, astronomia)
- Etica (moralis): a sua volta suddivisa nelle quattro virtù cardinali (prudenza, giustizia, fortezza e temperanza)
- Logica (rationalis): a sua volta suddivisa in dialettica e retorica

Lo schema proposto segue la suddivisione proposta anche da Isidoro di Siviglia, a cui però Alcuino aggiunge la suddivisione della dialettica secondo i vari manuali di logica aristotelica.
Si articola in:
- Isagogae (isagoge): introduzioni, di cinque specie
- Categoriae (categorie): comprendenti dieci termini
- Syllogismorum formulae
- Deffinitiones (definizioni): sono quindici e corrispondono ai confini delle cose percepite
- Topica (temi): sono sedici e corrispondono alle origini e alle fondamenta degli argomenti
- Peri hermeneias: interpretazioni dei vari modi di parlare

Gli insegnamenti proposti da Alcuino mostrano lo studio della disciplina del corretto ragionamento come indispensabile per un pieno apprendimento, essendo indispensabile per distinguere la verità dalla falsità e conseguentemente per diffondere e difendere gli insegnamenti e le utilità anche delle altre artes.
Viene definito il valore e il significato della filosofia, anche attraverso l’illustrazione delle parti che la compongono per mezzo di esempi tratti dalle Scritture: la dialettica può essere vista come strumento attraverso cui è possibile, per i cristiani, dimostrare la fondatezza dei testi sacri e in tal modo la teologia diviene naturale prosecuzione della filosofia. La suddivisione di quest’ultima nelle tre categorie platoniche sopra presentate viene infatti individuata come ciò in cui consiste la “divina eloquenza”: la fisica è discussa nella Genesi e nell’Ecclesiaste, la filosofia morale nei Proverbi e la logica nel Cantico dei Cantici e nei Vangeli.
Alcuino presenta anche la suddivisione aristotelica della filosofia, in due parti:
- Parte speculativa (inspectiva o theologica), che è connessa anche a tutto ciò che riguarda il divino
- Parte pratica (actualis), che contiene la scienza politica (importanza messa in risalto anche nel De rethorica)

La presentazione delle due schematizzazioni (platonica e aristotelica) permette di considerare il sistema delle arti liberali tenendo conto di etica, teologia e politica.